# The Musketeers
The Musketeers è una serie televisiva britannica trasmessa da BBC One dal 19 gennaio 2014 al 1º agosto 2016. Creata da Adrian Hodges, è basata sul celebre romanzo di Alexandre Dumas I tre moschettieri.
In Italia, le prime due stagioni della serie sono state trasmesse in streaming on demand sul servizio Mediaset Infinity dal 1º dicembre 2014 all'11 maggio 2015, mentre la terza stagione è stata interamente pubblicata su Netflix il 1º ottobre 2016 e in chiaro sono andate in onda soltanto le prime due stagioni su Italia 1.

## Trama
Parigi, 1630. D'Artagnan, Athos, Porthos e Aramis sono dei valorosi spadaccini che lottano contro le ingiustizie, indipendentemente dal rischio personale. Non è tutto rose e fiori per i moschettieri al servizio di Luigi XIII in quanto prima il Cardinale Richelieu e poi il suo fidato Conte di Rochefort hanno piani ben precisi per screditarli.

## Episodi
| Stagione         | Episodi | Prima TV originale | Pubblicazione Italia |
| ---------------- | ------- | ------------------ | -------------------- |
| Prima stagione   | 10      | 2014               | 2014-2015            |
| Seconda stagione | 10      | 2015               | 2015                 |
| Terza stagione   | 10      | 2016               | 2016                 |

## Personaggi e interpreti
- Charles D'Artagnan (stagione 1-3), interpretato da Luke Pasqualino, doppiato da Fabrizio Manfredi.
- Athos de la Fère (stagione 1-3), interpretato da Tom Burke, doppiato da Fabio Boccanera.
- Porthos du Vallon (stagione 1-3), interpretato da Howard Charles, doppiato da Fabrizio Vidale.
- Aramis de Vannes (stagione 1-3), interpretato da Santiago Cabrera, doppiato da Niseem Onorato.
- Cardinale Richelieu (stagione 1), interpretato da Peter Capaldi, doppiato da Massimo Lodolo.
- Re Luigi XIII (stagione 1-3), interpretato da Ryan Gage, doppiato da Oreste Baldini.
- Anna d'Asburgo (stagioni 1-3), interpretata da Alexandra Dowling, doppiata da Valentina Favazza.
- Constance Bonacieux (stagione 1-3), interpretata da Tamla Kari, doppiata da Domitilla D'Amico.
- Milady de Winter (stagione 1-3), interpretata da Maimie McCoy, doppiata da Francesca Fiorentini.
- Capitano Tréville (stagione 1-3), interpretato da Hugo Speer, doppiato da Angelo Maggi.
- Rochefort (stagione 2), interpretato da Marc Warren, doppiato da Christian Iansante.
- Lucien Grimaud (stagione 3), interpretato da Matthew McNulty,[5] doppiato da Francesco Bulckaen.
- Philippe Feron (stagione 3), interpretato da Rupert Everett,[5] doppiato da Roberto Pedicini.

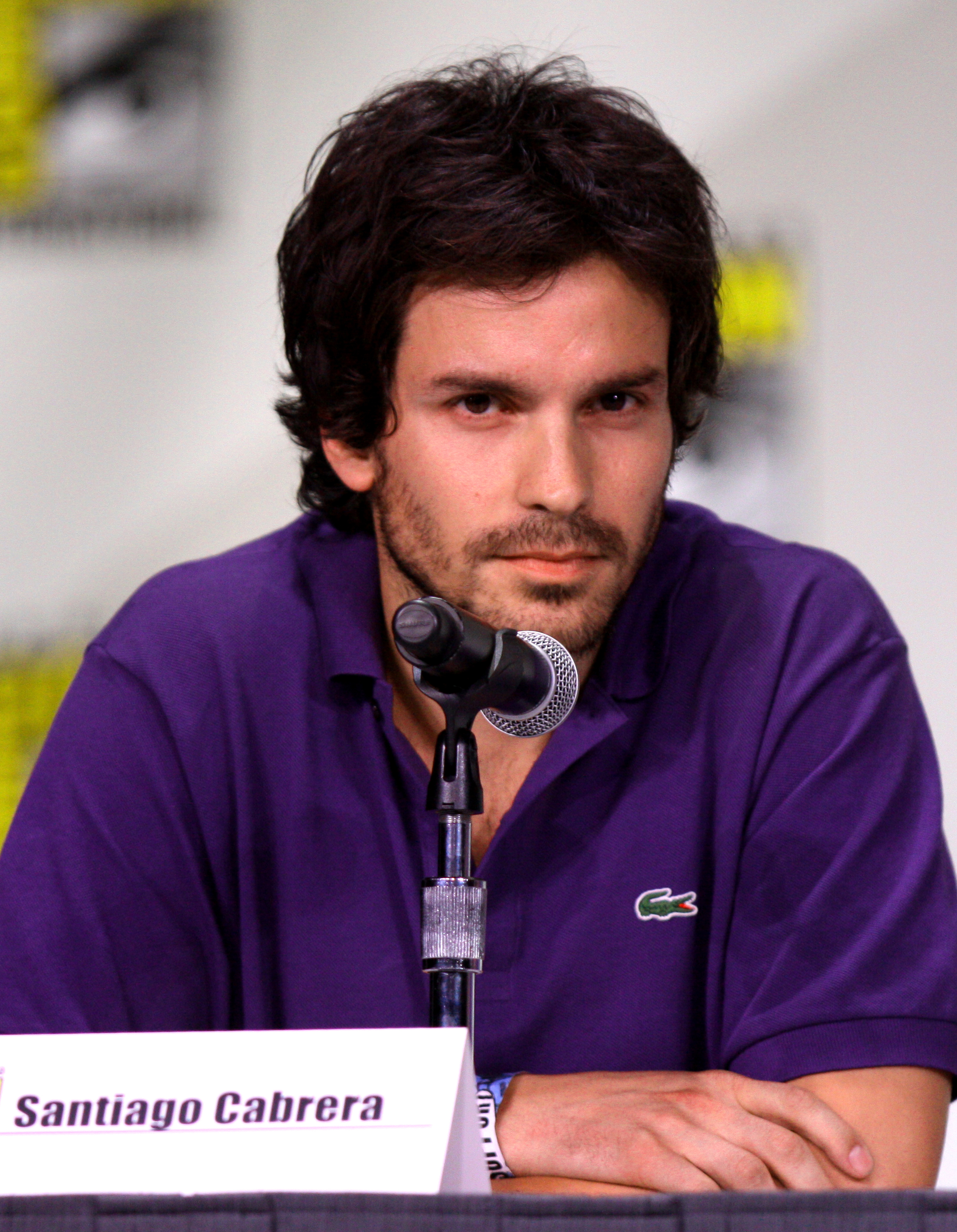
Santiago Cabrera interpreta Aramis
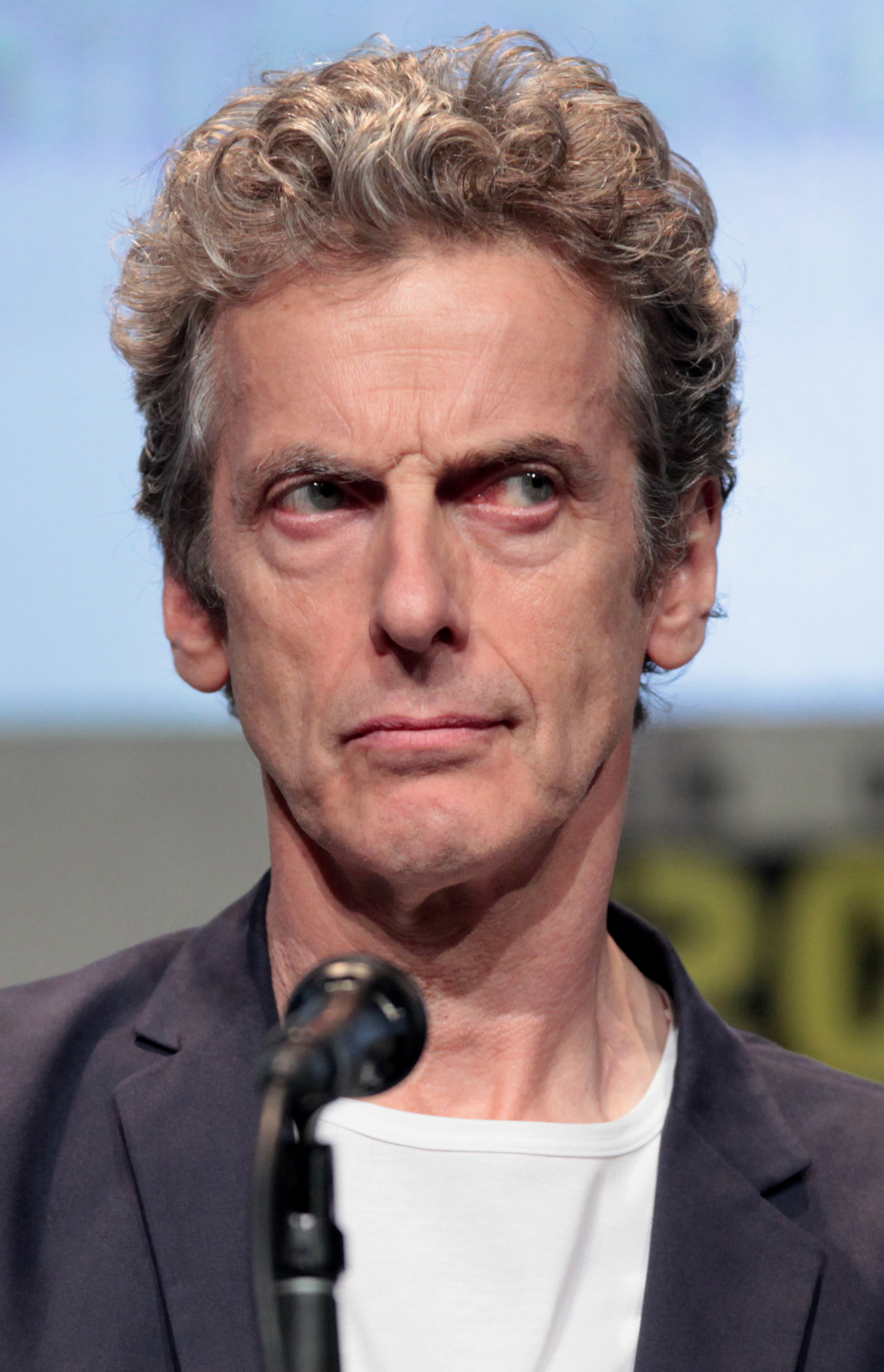
Peter Capaldi interpreta il cardinale Richelieu
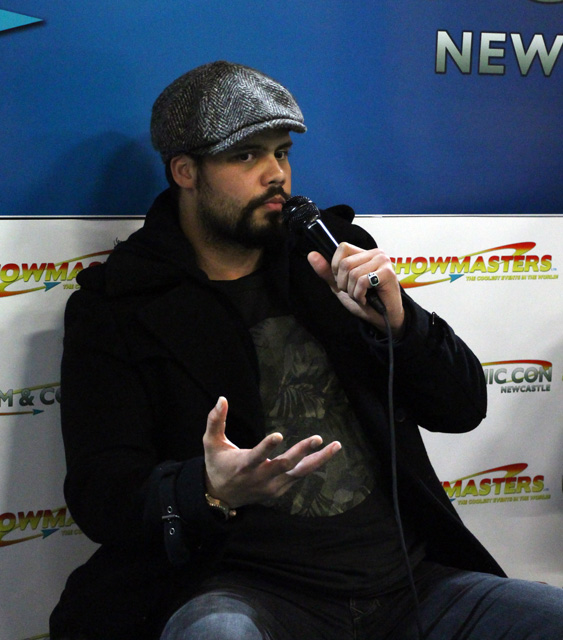
Howard Charles interpreta Porthos
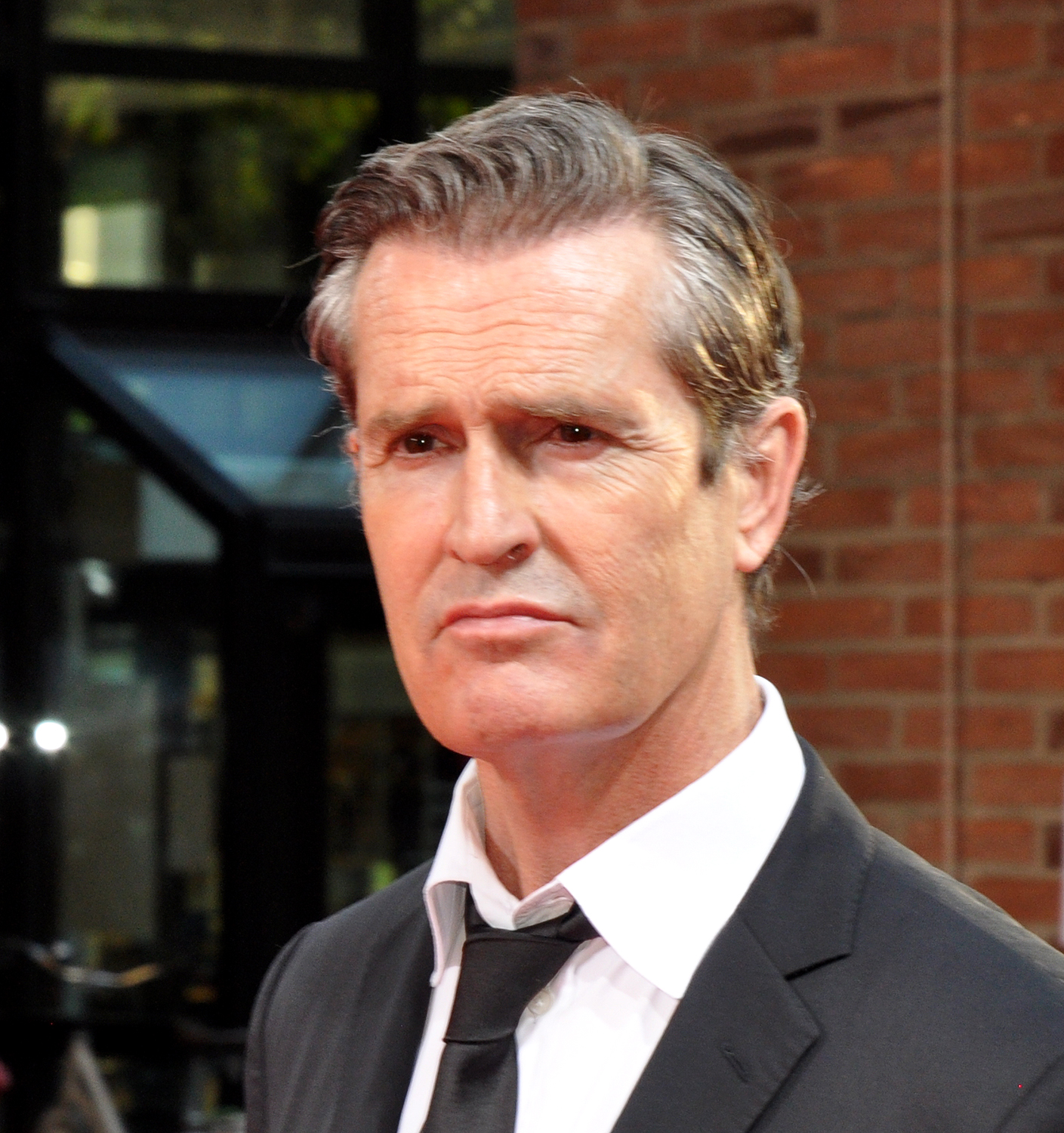
Rupert Everett interpreta Feron

## Produzione
La BBC aveva sviluppato l'idea di una nuova serie basata sui Tre moschettieri nel 2007, concependola come uno show serale da trasmettere il sabato al posto della serie Doctor Who, dopo il finale di stagione di quest'ultima. La messa in produzione della serie fu ufficialmente annunciata nel 2012, con Adrian Hodges in qualità di responsabile del progetto.
Durante le riprese della prima stagione, a Praga, Peter Capaldi ha appreso che gli era stato affidato il ruolo del dodicesimo Dottore in Doctor Who. Tale notizia ha preoccupato il produttore esecutivo della serie Jessica Pope che ha commentato che avrebbero dovuto "ricalibrare" i piani per la possibile seconda stagione per far fronte all'assenza di Capaldi.
Inizialmente la produzione avrebbe voluto trasmettere The Musketeers nel 2013, ma la serie è stata successivamente posticipata al 2014. Dopo tre episodi trasmessi, il 9 febbraio 2014 BBC One ha rinnovato la serie per una seconda stagione. Il 2 febbraio 2015 la serie è stata rinnovata per una terza e ultima stagione; il 19 maggio seguente Maimie McCoy ha rivelato che avrebbe preso parte solo agli ultimi episodi della stagione, a causa della sua gravidanza. Ad aprile 2016, BBC ha annunciato la chiusura della serie con la terza stagione, andata in onda nel Regno Unito dal 28 maggio al 6 agosto dello stesso anno.